# Unidad de vidrio aislante

Corte transversal de una unidad de vidrio aislante.

Una  unidad de vidrio aislante (UVA), también llamado acristalamiento múltiple o acristalamiento con cámara, es un acristalamiento formado por dos o más láminas de vidrio sin contacto directo entre ellas, dispuestas paralelamente y formando una sola unidad.
El espacio intermedio entre los vidrios suele llenarse con aire deshidratado u otro gas inerte, pero también es posible formar un vacío, mejorando así sus prestaciones. En cualquier caso las cámaras se cierran herméticamente para evitar la circulación del aire y la entrada de contaminantes. La resistencia térmica de la unidad de vidrio puede incrementarse colocando capas bajo emisivas, mediante la introducción de depósitos metálicos en la cara interna de la cámara en el vidrio interior. A principios del siglo XXI este tipo de acristalamiento ha desplazado en los países desarrollados al acristalamiento monolítico en gran parte de las construcciones (principalmente de zonas climáticas frías), gracias a sus propiedades aislantes. 

## Características

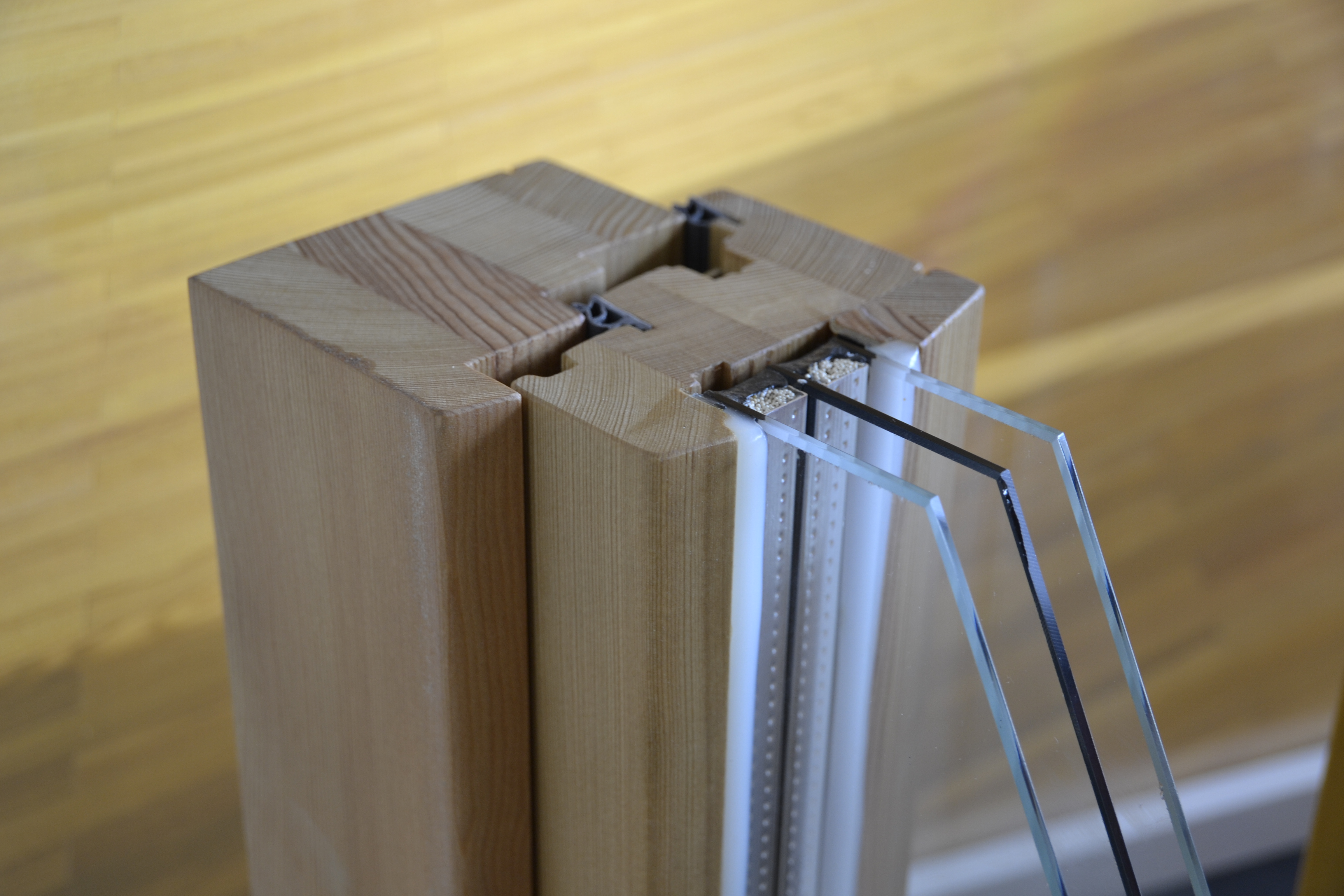
Muestra de una ventana de aluminio con una unidad de vidrio aislante triple.

El espesor y el tipo de vidrio dependen del tamaño de la unidad y de la exposición al viento prevista. También es función de los requerimientos de control solar, aislamiento acústico y especificaciones de seguridad y protección.
El espesor total de las unidades de vidrio aislante más empleados en la construcción varía, según sus dimensiones, entre 12 y 25 mm. Cuando la dimensión del paño es importante puede llegar a tener espesores de hasta 35 mm. La masa de una UVA puede variar entre los 15 y los 60 kg/m², dependiendo principalmente del espesor total de vidrio empleado.
Las transmitancias térmicas para los acristalamientos dobles más sencillos pueden variar entre 3,30 W/m².K y 2,90 W/m².K, donde un valor más bajo significa mejor aislamiento. Entre los factores que influyen en la transmitancia se encuentran la calidad del sistema de sellado, la sustitución del aire por argón, la separación entre vidrios y el nivel de emisividad térmica del vidrio. En el caso de que uno o dos de los vidrios sean de baja emisividad (LowE), la transmitancia térmica puede rondar entre 2,50 y 1,70 W/m².K.
En caso de necesitarse mayor nivel de aislamiento, puede usarse el acristalamiento triple con vidrios bajo emisivos, que pueden obtener valores de transmitancia térmica cercanos a 0,8 W/m².K.

## Método de fabricación
Para formar la cámara intermedia, cada unidad de vidrio aislante contiene un marco de aluminio relleno de tamiz molecular de zeolita o gel de sílice (ambos deshidratantes), aunque también se pueden componer estructuras deshidratantes similares que peguen los dos vidrios. Después este marco se fija normalmente con algún tipo de butilo y se sella con silicona, polisulfuro o poliuretano. Esta cámara puede estar rellena también de algún gas noble, normalmente argón o kriptón, mejorando así las propiedades de aislamiento térmico. En Alemania se ha desarrollado el acristalamiento con cámara al vacío (de pocos milímetros de espesor). Con esta solución se prevé que no haya transmisión de calor por convección o conducción.